# Actinote (genre)
Cet article concerne le genre de papillons. Pour le minéral, voir Actinote (minéral).
Genre
Actinote est un genre de lépidoptères (papillons) de la famille des Nymphalidés, de la sous-famille des Heliconiinae. Il compte une soixantaine d'espèces, originaires d'Amérique.

## Systématique
Le genre Actinote a été décrit par l'entomologiste allemand Jakob Hübner en 1819.
Son espèce type est Actinote thalia Linnaeus, 1758.

## Liste des espèces
- Actinote alalia (C. & R. Felder, 1860); présent au Brésil.
- Actinote bonita Penz, 1996; présent au Brésil.
- Actinote carycina Jordan, 1913; présent au Brésil.
- Actinote canutia (Hopffer, 1874); au Paraguay et au Brésil.
- Actinote catarina Penz, 1996; présent au Brésil.
- Actinote conspicua Jordan, 1913; présent au Brésil.
- Actinote dalmeidai Francini, 1996; présent au Brésil.
- Actinote discrepans d'Almeida, 1958; présent au Brésil.
- Actinote eberti Francini, Freitas & Penz, 2004; présent au Brésil.
- Actinote furtadoi Paluch, Casagrande & Mielke, 2006; présent au Brésil et en Bolivie.
- Actinote genitrix d'Almeida, 1922; présent au Brésil.
- Actinote guatemalena (Bates, 1864); présent au Mexique, au Guatemala, au Honduras et au Costa Rica.
- Actinote lapitha (Staudinger, 1885); à Panama et au Costa Rica.
- Actinote latior Jordan, 1913; présent en Colombie, au Venezuela, en Équateur, en Bolivie, au Brésil et au Pérou.
- Actinote mamita (Burmeister, 1861); en Argentine et au Brésil.
- Actinote melampeplos Godman & Salvin, [1881]; présent à Panama, au Costa Rica et en Équateur.
- Actinote melanisans Oberthür, 1917; au Brésil et en Argentine.
- Actinote mielkei Paluch & Casagrande, 2006; en Bolivie.
- Actinote mirnae Paluch & Mielke, 2006; en Bolivie et au Pérou.
- Actinote morio Oberthür, 1917; au Brésil.
- Actinote pallescens Jordan, 1913; au Brésil.
- Actinote parapheles Jordan, 1913; au Brésil et en Argentine.
- Actinote pellenea Hübner, [1821]; présent en Colombie, en Bolivie, au Paraguay, en Uruguay, au Venezuela, à Trinité-et-Tobago, en Équateur, au Brésil,  en Argentine et au Pérou.
- Actinote pratensis Francini, Freitas & Penz, 2004; présent au Brésil.
- Actinote pyrrha (Fabricius, 1775); présent en Bolivie,  en Argentine et au Brésil.
- Actinote quadra (Schaus, 1902); présent au Brésil.
- Actinote rhodope d'Almeida, 1923; présent au Brésil.
- Actinote rufina Oberthür, 1917; présent en Équateur et au Pérou.
- Actinote surima (Schaus, 1902); présent en Argentine et au Brésil.
- Actinote thalia (Linnaeus, 1758); présent en Guyane, en Guyana, au Surinam, au Mexique, au Guatemala, au Honduras et au Costa Rica, à Panama, au Venezuela, en Équateur, en Colombie, en Bolivie, en Argentine et au Pérou.
- Actinote zikani d'Almeida, 1951; présent au Brésil.